# Eric Booth Motors
Eric Booth Motors war ein südafrikanischer Hersteller von Automobilen.

## Unternehmensgeschichte
Eric Booth gründete 1994 das Unternehmen in Kapstadt. Er begann mit der Herstellung von Rennwagen. Außerdem entwarf er Straßensportwagen, die ab 1999 gefertigt wurden. Der Markenname lautete EBM. Laut einer Quelle endete 2000 die Produktion. EBM Sportscars aus Milton Keynes verkaufte zwischen 1999 und 2000 drei Exemplare im Vereinigten Königreich.

## Fahrzeuge
Es handelte sich um Supersportwagen mit Mittelmotor. Verschiedene V8-Motoren von BMW und Chevrolet trieben die Fahrzeuge an. Nach drei Prototypen erschien 1999 der Tazio. Die Basis bildete ein Fahrgestell aus Edelstahl. Darauf wurde eine Karosserie aus Fiberglas montiert. Zur Wahl standen Roadster und Coupé. Das Leergewicht betrug rund 1000 kg. Die Höchstgeschwindigkeit war mit 331 km/h angegeben.
Eine andere Quelle nennt zusätzlich das Modell Manx.